# هجوم العريش (نوفمبر 2015)
أعلن تنظيم «داعش» في سيناء مسؤوليته عن هجوم وقع يوم الثلاثاء 24 نوفمبر 2015، على فندق بمدينة العريش ينزل به قضاة يشرفون على انتخابات مجلس النواب التي انتهت الجولة الأولى من مرحلتها الأخيرة أمس.
وقال التنظيم في بيان له على موقع التواصل الاجتماعى تويتر، حيث إنه استهدف الفندق بعملية انتحارية قام بها اثنان من عناصره أحدهما يدعى أبو حمزة المهاجر، والآخر يدعى أبو وضاح المهاجر.
وأضافت الجماعة أن أحد الانتحاريين استهدف بسيارة ملغومة قوة تأمين الفندق وأن الآخَر اقتحم الفندق بسلاحه الآلي وفجر نفسه.
ومضى البيان يقول إن أحد عناصر الجماعة «انطلق... ليدك بسيارته المفخخة قوة تأمين فندق السويس (سويس إن) الذي يقيم به خمسون قاضيا ليتبعه (آخر)... ويقتحم مقر القضاة بسلاحه الآلي ليقتل منهم ما شاء الله أن يقتل ثم يفجر حزامه الناسف في وسطهم».

## تبني داعش العملية
أعلن تنظيم «داعش» في سيناء مسؤوليته عن هجوم وقع يوم الثلاثاء 24 نوفمبر 2015، والموافق هجريًّا 12 صفر 1437 هـ، وكان مصدر أمني بالعريش في شمال سيناء المصرية، أكد مقتل 6 بينهم قاضيان وأمين شرطة، وإصابة 14 آخرين في تفجير انتحاري بسيارة مفخخة أمام فندق مخصص لإقامة القضاة المشرفين على الانتخابات البرلمانية.
وأضاف المصدر أن منفذا العملية الإرهابية قد قتلا.

## منفذا العملية
- الانتحاري الأول أبو وضاح المهاجر.
- الانتحاري الثاني أبو حمزة المهاجر.

## الحادث
قالت مصادر إن الحادث نجم عن تفجير سيارة مفخخة بالقرب من فندق «سويس إن» مقر إقامة اللجنة القضائية والمشرفة على العملية الانتخابية حيث حاول الجناة اقتحام مركز أمني يغلق منطقة إقامة القضاة بالسيارة، وتعاملت قوات الشرطة معها على الفور، مما أدى لحدوث انفجار بمحيط الفندق.
وأضافت المصادر وفق ما ذكرت لوسائل إعلام مصرية أن تبادل لإطلاق النار وقع بين قوات تأمين المنتجع السياحي ومسلحين واستمرت الاشتباكات لأكثر من 10 دقائق، وبعدها ألقى مسلحون عبوة ناسفة داخل الفندق وتم تفجيرها.

## الضحايا
أعلنت مصادر طبية بشمال سيناء أن الحصيلة النهائية للتفجير هي 6 قتلى و14 جريحًاوهم:

### القتلى
- المستشار عمر محمد حمّاد (38 عامًا)
- وكيل النائب العام عمرو مصطفى حسني.
- أمين شرطة شعبان عبد المنعم عبد العال وعبد المنعم.
- المجند محمد إسماعيل حسن.
- المواطن عربى محمود السيد.

### المصابين
- المستشار أمير يعقوب مكسي (40 عامًا).
- المستشار منصور صابر عبده (46 عامًا).

### عشرة أفراد من رجال الشرطة وهم
- مقدم أحمد إبراهيم الشاذلي (35 عامًا).
- نقيب شرطة حمود طارق حبيب (30 عامًا).
- ملازم أول عمر أسامة محمد (24 عامًا).
- عريف شرطة علي سعيد علي (35 عامًا).
- مجند أمام محمود محمد (21 عامًا).
- مجند أبانوب ظريف (21 عامًا).
- المجند محمد أحمد الشاذلي (23 عامًا).
- مجند إسلام إبراهيم أحمد (21 عامًا).
- مجندون آخرون مجهولو الهوية

### مدنيان وهما
- توفيق محمد (70 عامًا).
- إبراهيم مصطفى توفيق (40 عامًا).